# 中德生态园

中德生态园标志

中德生态园（英語：Sino-German Ecopark），是由中国与德国政府共同建设的首个可持续发展示范合作生态园区，位于中华人民共和国山东省青岛市黄岛区（西海岸新区）。2010年7月，时任德国总理默克尔访华时签署了《关于共同支持建立中德生态园的谅解备忘录》，谅解录确定了中德两国将在青岛经济技术开发区内建立中德生态园。次年12月举行了奠基仪式。生态园规划面积11.6 km²，拓展区面积29 km²，远期规划面积66 km²。园区内现有海尔工业4.0家电示范基地、西门子（青岛）创新中心等项目落成。
2015年5月，中德联合集团成为中国首家在德国上市的国有园区发展商。2017年3月，青岛科技大学在中德生态园开始建设中德生态园校区。
2019年8月26日，中德生态园成为中国（山东）自由贸易试验区的一部分。